# Nyhagasjön
Nyhagasjön är en sjö i Falkenbergs kommun i Halland och ingår i Suseåns huvudavrinningsområde. Sjön har en area på 0,0515 kvadratkilometer och ligger 49,6 meter över havet.

## Delavrinningsområde
Nyhagasjön ingår i det delavrinningsområde (630828-131532) som SMHI kallar för Utloppet av Nyhagasjön. Medelhöjden är 60 meter över havet och ytan är 1,27 kvadratkilometer. Det finns inga avrinningsområden uppströms utan avrinningsområdet är högsta punkten. Vattendraget som avvattnar avrinningsområdet har biflödesordning 3, vilket innebär att vattnet flödar genom totalt 3 vattendrag innan det når havet efter 30 kilometer. Avrinningsområdet består mestadels av skog (37 %), öppen mark (18 %) och jordbruk (42 %). Avrinningsområdet har 0,05 kvadratkilometer vattenytor vilket ger det en sjöprocent på 3,6 %.